# 中国共产党代表团梅园新村纪念馆

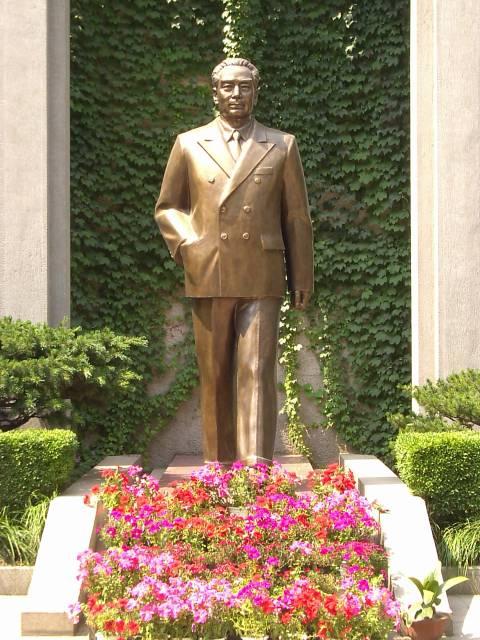
周恩来铜像

中国共产党代表团梅园新村纪念馆是纪念以周恩来为首的中国共产党代表团于1946年5月至1947年3月间在南京与国民政府进行和平谈判的专题性纪念馆，位于南京市长江路东端梅园新村街道。纪念馆包括中共代表团办事处旧址（第四批全国重点文物保护单位）、国共南京谈判史料陈列馆、周恩来铜像和周恩来图书馆。纪念馆筹建于1954年，1977年正式开馆，由杨尚昆题写馆名。1990年1月8日，史料陈列馆开馆。1990年7月1日，周恩来铜像落成。1998年2月21日，周恩来图书馆开馆。

## 相关图片

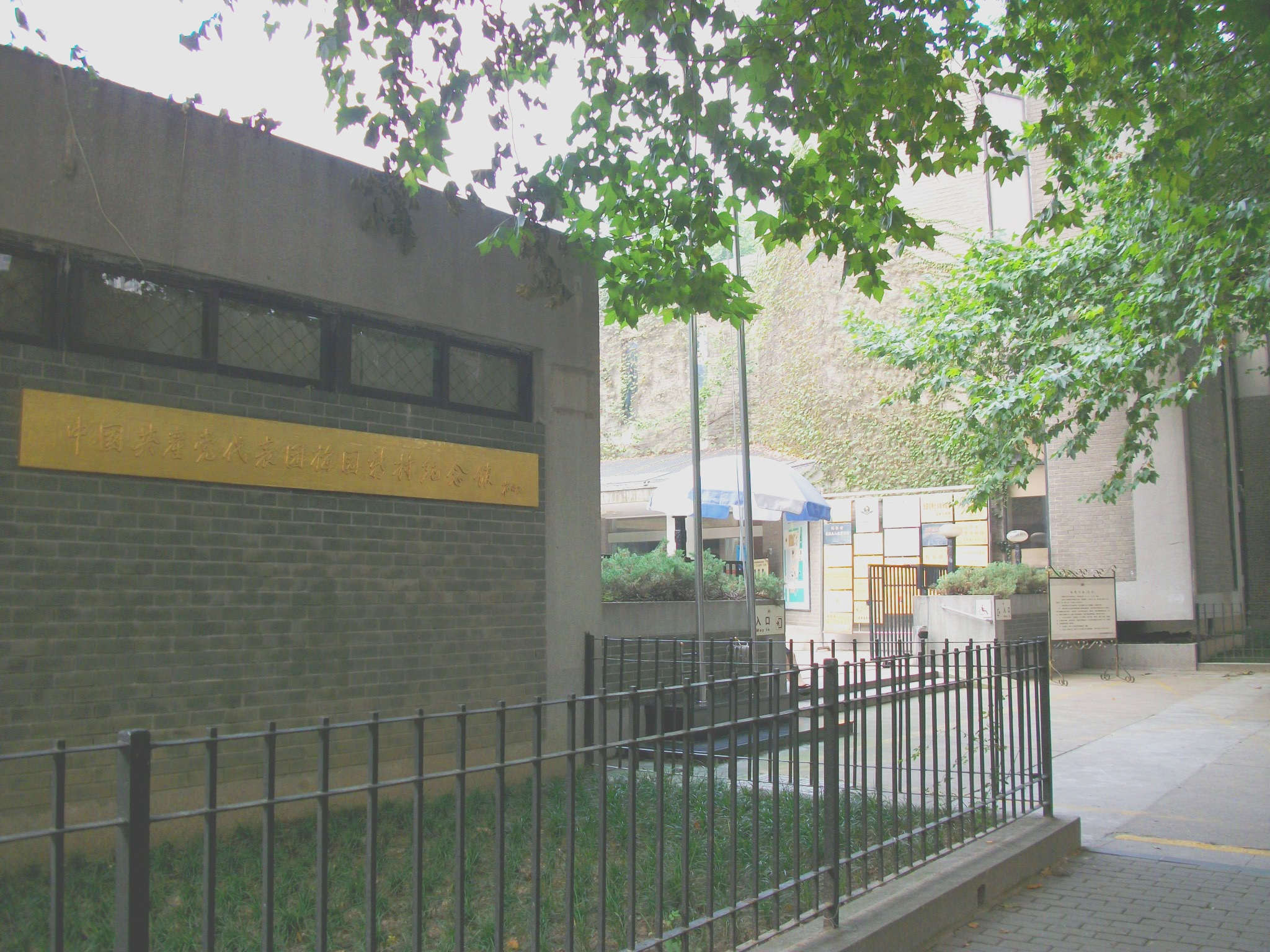
纪念馆大门和杨尚昆题写的馆名
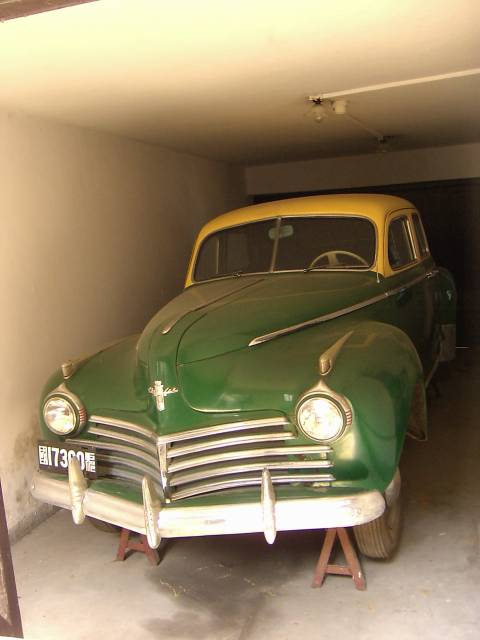
南京谈判期间周恩来和董必武乘坐过的克利斯莱汽车
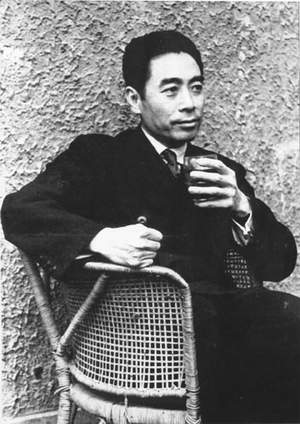
1946年周恩来在梅园新村17号院内
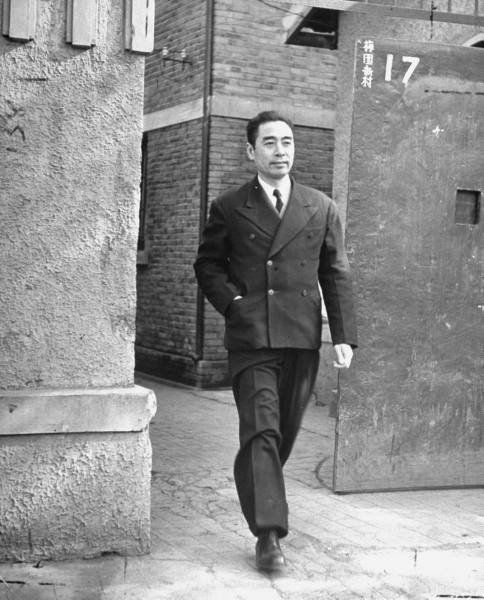
周恩来走出梅园新村17号大门
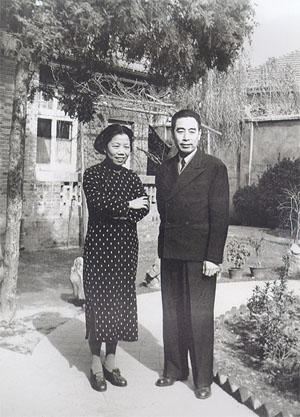
1946年，周恩来邓颖超夫妇在梅园新村30号
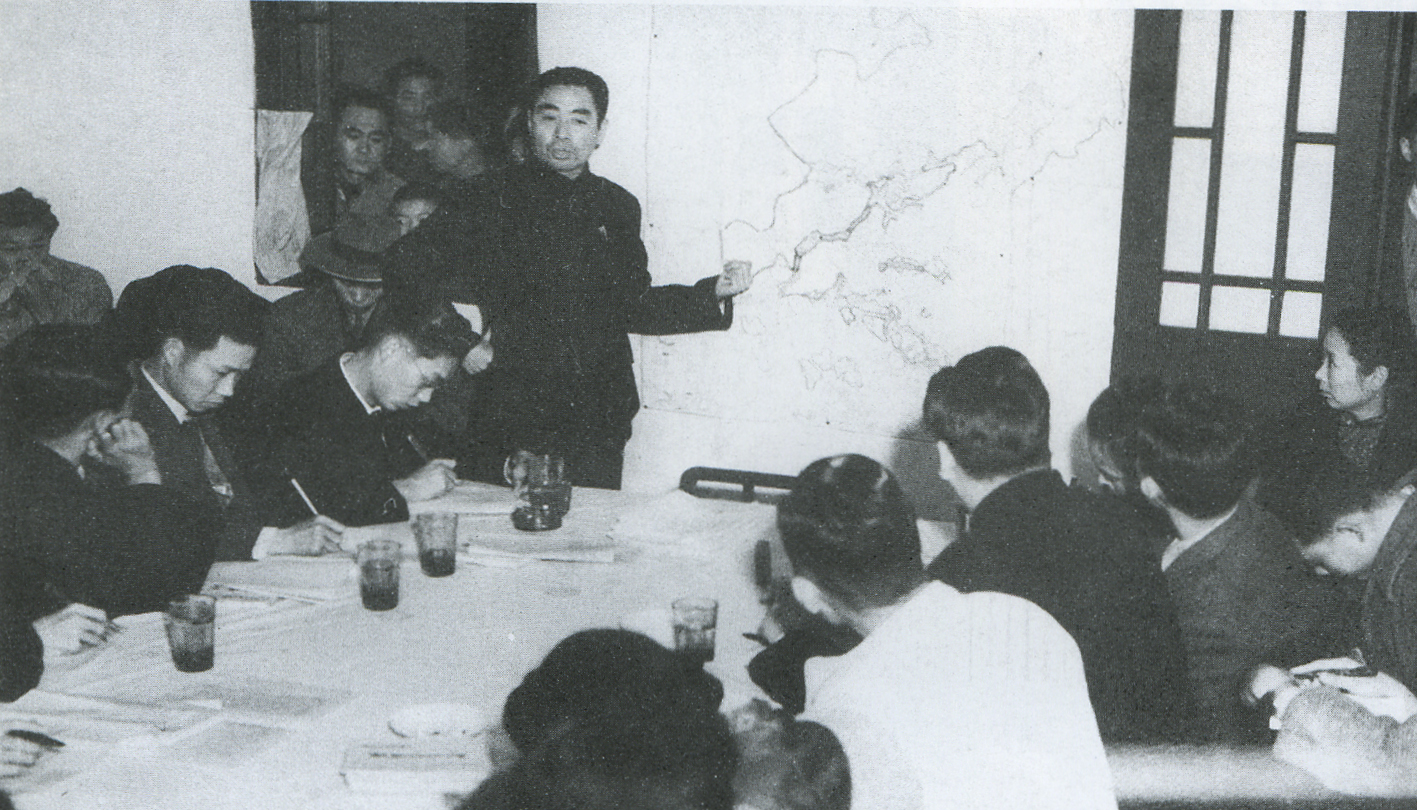
1946年11月16日，周恩来在梅园新村30号召开记者会，宣布中共代表团将撤回延安